# CEPAL División de Asuntos de Género
La División de Asuntos de Género de CEPAL se ocupa de incorporar la perspectiva de género en el ámbito del desarrollo regional de América Latina y el Caribe. Trabaja en colaboración con los mecanismos para el adelanto de la mujer de la región, la sociedad civil, el movimiento de mujeres y feminista y otros actores encargados de las políticas públicas.
De esta división depende el Observatorio de Igualdad de Género de América Latina y el Caribe creado en 2007. La secretaría del Observatorio quedó a cargo de la CEPAL a través de la División de Asuntos de Género, con el fin de implementar esta iniciativa y coordinar los esfuerzos tanto de otros organismos de Naciones Unidas y de cooperación involucrados, como de los Mecanismos para el Adelanto de la Mujer y los Institutos Nacionales de Estadística de los países de la región. Entre las cuestiones más trabajadas en el observatorio desde su creación está la violencia de género.

## Observatorio de Igualdad de Género de América Latina y el Caribe
El Observatorio se creó en 2007 en la décima Conferencia Regional sobre la Mujer de América Latina y el Caribe celebrada en Quito (Ecuador) en la que los Estados miembros de la CEPAL solicitaron la constitución de un observatorio sobre la igualdad de género.
En tal ocasión los países reconocieron a la paridad como “uno de los propulsores determinantes de la democracia, cuyo fin es alcanzar la igualdad en el ejercicio del poder, en la toma de decisiones, en los mecanismos de participación y representación social y política, y en las relaciones familiares al interior de los diversos tipos de familias, las relaciones sociales, económicas, políticas y culturales, y que constituye una meta para erradicar la exclusión estructural de las mujeres”. (Consenso de Quito)

### Objetivos
Entre los objetivos del observatorio están analizar el cumplimiento de metas y objetivos internacionales en torno a la igualdad de género, con indicadores y herramientas de políticas relevantes para la igualdad de género, ofrecer apoyo técnico y capacitación a los productores de estadísticas oficiales y realizar un informe anual con un diagnóstico sobre las desigualdades entre mujeres y hombres en temas clave como trabajo remunerado y no remunerado, uso del tiempo y pobreza, acceso a la toma de decisiones y representación política, violencia de género y salud y derechos reproductivos.